# Hsp70
پروتئین‌های گرماشوک ۷۰ کیلو دالتونی (انگلیسی: 70 kilodalton heat shock proteins) که به اختصار Hsp70 نامیده می‌شوند، به گروهی از پروتئین‌های محافظت‌شده گرماشوک گفته می‌شود. این پروتئین‌ها در تمامی موجودات و با ساختاری کمابیش مشابه یافت می‌شود و بخش بسیار مهمی از ابزارهای سلولی جهت تاشدگی صحیح پروتئین است و سلول را در برابر استرس و فشار وارده محافظت می‌کند.

## اکتشاف
بیانِ اعضای خانوادهٔ Hsp70 در اثر استرس گرمایی و برخی مواد شیمیایی سمی به‌ویژه فلزات سنگینی نظیر آرسنیک، کادمیم، مس، جیوه و غیره به‌شدت افزایش می‌یابد. این پروتئین‌ها را متخصص ایتالیایی برجستهٔ ژنتیک «فروچو ریتوسا» در دههٔ ۱۹۶۰ میلادی را، هنگامی که یکی از کارکنان آزمایشگاهش به‌طور اتفاقی درجهٔ حرارت انکوباتور حاوی مگس سرکه را افزایش داد، کشف نمود. هنگام بررسی کروموزوم‌های مگس، ریتوسا متوجه یک «حالت پُف‌کردگی» شد که نشانگر افزایش رونویسی یک پروتئین ناشناخته بود. این فرایند بعدها «پاسخ گرما شوک» نام گرفت و پروتئین‌های دخیل در آن را «پروتئین گرماشوک» نامیدند.

## ساختار
پروتئین‌های گرماشوک ۷۰ کیلو دالتونی، دارای ۳ دومین پروتئینی عملیاتی است:
- دومِـین ای‌تی‌پاز ریشهٔ آمینی: به ATP متصل شده و با هیدرولیز آن، ADP می‌سازد. این دومین دو لوب دارد که در میانشان یک شکاف عمیق دیده می‌شود و نوکلئوتیدها (ATP و ADP) به کف همین شکاف متصل می‌شوند. تبدیل این دو نوکلئوتید به یکدیگر، سبب تغییرات سازگاری و تطبیقی در دو دومین زیر می‌شود.
- دومِـین متصل‌شونده به سوبسترا: از یک صفحهٔ بتای ۱۵ کیلو دالتونی و یک مارپیچ ۱۰ کیلو دالتونی تشکیل شده‌است.
- دومِـین ریشهٔ کربوکسیل: که سرشار از مارپیچ‌های آلفاست و همچون سرپوشی برای «دومِـین متصل‌شونده به سوبسترا» عمل می‌کند. وقتی پروتئین Hsp70 به ATP وصل است، این سرپوش باز است و پپتیدها می‌تواند به‌راحتی و سرعت متصل یا رها شوند. وقتی پروتئین Hsp70 به ADP وصل است، این دریچه بسته‌است و پپتیدها خیلی محکم به دومِـین متصل‌شونده به سوبسترا متصل می‌مانند.[۶]

## سرطان
تولید پروتئین‌های Hsp70 در جریان ملانوم بدخیم تشدید می‌شود و بالعکس در سرطان کلیه میزان‌شان کاهش می‌یابد.

## ژن‌های کُدکننده
موارد زیر، فهرستی از ژن‌های کنندهٔ پروتئین‌های Hsp70 در انسان هستند:
| ژن      | پروتئین   | نام‌های دیگر    | جایگاه در سلول      |
| ------- | --------- | -------------- | ------------------- |
| HSPA1A  | Hsp70     | HSP70-1, Hsp72 | هسته سلول/سیتوپلاسم |
| HSPA1B  | Hsp70     | HSP70-2        | هسته سلول/سیتوپلاسم |
| HSPA1L  | Hsp70     |                | ?                   |
| HSPA2   | Hsp70-2   |                | ?                   |
| HSPA5   | Hsp70-5   | BiP/Grp78      | شبکه آندوپلاسمی     |
| HSPA6   | Hsp70-6   |                | ?                   |
| HSPA7   | Hsp70-7   |                | ?                   |
| HSPA8   | Hsp70-8   | Hsc70          | هسته سلول/سیتوپلاسم |
| HSPA9   | Hsp70-9   | Grp75/mtHsp70  | میتوکندری           |
| HSPA12A | Hsp70-12a |                | ?                   |
| HSPA14  | Hsp70-14  |                | ?                   |